# 若乃島史也
若乃島 史也（わかのしま ふみや、1984年9月28日 - ）は、鹿児島県大島郡龍郷町出身で芝田山部屋（入門時は放駒部屋）に所属していた元大相撲力士。本名は再田 史也（さいた ふみや）。現役時代の体格は身長180cm、体重143kg、最高位は西十両7枚目（2015年9月場所）。好物はレバ刺し。

## 来歴
6人兄弟の末っ子（兄3人、姉2人）。里山、慶天海と同様に奄美大島生まれの男子らしく物心がついた頃には既に相撲を始めており、遊び程度で野球やサッカーなどにも親しんでいた。しかし笠利町（現・奄美市）立赤木名中学校に1年次途中で転校してからは相撲一本に絞り、中学の部活での稽古に加えて近畿大学相撲部OBで22歳年上の兄とのマンツーマン稽古を行う生活を送った。放課後から夜8時過ぎまで続く稽古は本人曰く「半端じゃなく厳しかった」そうである。3年時には全国中学校相撲選手権大会団体戦優勝の実績を残し、複数の相撲部屋から勧誘が来た。当初は九州産業大学付属九州高校へ相撲による推薦入学がほぼ決まっており大相撲入りの意思はなかった。しかし、何度も自身の元へ足を運んだ放駒の熱心な勧誘に心動き、「高校に行っても親に迷惑を掛けるだけ。親に楽をさせたい。」と考えた再田は出身地である笠利町の中学校を卒業すると同時に放駒部屋に入門、2000年3月場所で初土俵を踏んだ。相撲の魅力ばかりを説くのではなく厳しさを強調されたことに却って誠実さを感じて心打たれたという。前相撲は2番出世であった。同期には龍皇、寶智山、飛天龍らがいる。初めて番付に名前が載った同年5月場所では無傷の5連勝とするも、12日目の6番相撲で寶智山に押し出しで敗れ、初黒星を喫した。翌場所からはしばらく序二段で一進一退を繰り返していたが、2001年7月場所で三段目に初めて昇格。当初は相撲部屋での生活を厳しく感じ、番付をジワジワと上げても出世欲が無く稽古に本気で打ち込んでいるとは言い難く常に「今日こそは辞めよう」とばかり考えていた。しかし入門から1年半が経過した2001年7月場所中、部屋後援者が再田本人とは知らず「場所中なので再田君には内緒で」と父の訃報を伝えてしまったことから相撲に対して真剣に頑張らなければと意識が変わっていった。しかし壁に当たり、1年間は三段目と序二段を行き来する生活が続く。2002年7月場所からは三段目に定着し、三段目上位も経験していたが、2004年5月場所前の稽古で負傷し、同場所は1番相撲から休場した。3日目の2番相撲から出場に踏み切るも、7日目（4番相撲）で、飛天龍（当時の四股名は挑持丸）戦に押し倒しで敗れた際に悪化させ、5番相撲から再び休場。その後2場所全休し、復帰した同年11月場所では序二段の下位に落ちていた。
復帰場所から3場所連続で6勝1敗の好成績を上げ続け、2005年5月場所では初めての幕下。2番相撲から3連敗を喫して一時は1勝3敗と後が無い星取になったが、5番相撲からの3連勝で勝ち越し、翌場所は幕下中位に番付を上げる。しかしその後は幕下中位から三段目上位の壁にぶつかり、一進一退が続いた。そんな中、2008年3月場所からはそれまで本名をそのまま使用していた四股名を若乃島と改めている。2010年9月場所からは幕下に定着し（奇しくも、この場所前に師匠の放駒親方（元大関・魁傑）が日本相撲協会第11代理事長に就任している）、2011年9月場所からは幕下上位の十両昇進が見える番付に定着。最高位の西幕下筆頭で臨んだ2012年3月場所は4番相撲まで連敗し早々と負け越しも5番相撲以降を連勝し3勝4敗で場所を終えた。2013年1月場所後、師匠の停年（定年）退職を控えて放駒部屋が閉鎖されたため、芝田山部屋に移籍した。放駒が定年を迎えた際に自身も引退を決意したが「最後まであきらめるな」と叱責されて続投の決意を固めたという。その年の4月に母親の病が判明したことから、なんとか生きているうちに十両昇進を報告したいと努力するようになったが、報告は間に合わず、母親は2014年1月に没した。その直後の2014年1月場所は西幕下7枚目の地位で土俵に上がり、勝ち越して翌3月場所は西幕下4枚目となり、ここでは7番相撲で勝ち越す形で4勝3敗の成績を収めた。2014年5月場所には中日に入門時の師匠であった放駒が急死するという悲劇に見舞われたが、西幕下筆頭で5勝2敗の成績を残し、場所後の番付編成会議で十両昇進が決定した。新十両まで所要85場所は、史上4位のスロー出世記録。場所後、師匠の芝田山は放駒からの預かり弟子の昇進に対して「最近の相撲界は年齢層が上がってきている。弟子の若乃島が、今場所29歳で新十両昇進したけれど、30歳前なんて、まだまだこれからじゃないかなと思える。私たちの時代とは違っていますよ」と感想を口にした。
新十両で迎えた2014年7月場所では緊張していたためか初日から5連敗など不調で、12日目に早々と負け越しが決まり、4勝11敗と大きく負け越し、翌場所は幕下に陥落した。「折角もらった化粧廻しを1場所しか使わずに引退するのは申し訳ない」と奮起して2015年5月場所で再十両を果たすと、今度は気持ちに余裕を持って場所に挑み、千秋楽に十両で初めての勝ち越しを決めた。十両在位は通算7場所で、2017年1月場所を右膝の負傷で途中休場したのが最後の十両在位となり、幕下の番付だった同年9月場所限りで現役を引退した。引退の理由には、右膝の負傷を原因とした気力の減退を挙げた。9月30日、国技館で断髪式が行われた。一門の親方、関取衆はじめ関係者約250人が出席。最後に師匠の芝田山親方が留めばさみを入れ、17年半の土俵人生に別れを告げた。その後、両国国技館内で行われたパーティーでは、親交があり同じ奄美出身の歌手元ちとせ及び中孝介が前途を祝し、美声を披露した。「やり切った感じで、すがすがしい気持ちだった。いろいろな人に来てもらったから笑顔を見せないと」と、涙を流すことはなかった。ただ、さまざまな思いが頭の中を巡る中「やっぱり先代の親方のことを考えてました。何と言ってくれるか…。『頑張ったな』と言ってくれると思います」と、しんみり話した。一番の思い出は、初土俵から約14年で新十両昇進を決めた2014年5月場所。その場所中に先代が急死したこともあり「突然すぎて本当に信じられなかった。絶対に忘れられない場所」と振り返った。何度も引退しようと思ったことがあったが、先代から口酸っぱく言われた「あきらめるな」「我慢しろ」の言葉が押しとどめてくれた。「自分は出会いに恵まれた。すごい偉大な親方２人に出会えました」と感謝した。引退後は世田谷区内のしゃぶしゃぶ店に勤務し、見習いから始めて、将来的に都内で独立する意向と報道された。

## 取り口
取り口は基本的に突き押しだがもろ差しや右前ミツの相撲も時折見せる。入門前は奄美大島の"島相撲"を基本とした取り口を得意としており、同じく島相撲を取り口の基本としている同郷の慶天海はこれについて「自分も気づいていたらあのような相撲を取っていた。指導者も皆、同じ相撲だから」と証言している。入門後は師匠の意向で押し相撲に取り組んでいた（同部屋出身の関取・魁も同様）が入門から5年経過した頃には押し相撲に違和感を覚え、二本を差して一気に出る相撲や左を深く差して右前ミツを取る体勢などを稽古場で試すようになった。その末に自信を持ってからは上がり座敷から「差すな」「廻しにこだわるな」と檄を飛ばされても耳を貸さず本場所でこの取り口を操り、周囲もこの取り口を認めるようになった。 

## 略歴
- 初土俵：2000年3月場所
- 序ノ口：2000年5月場所
- 序二段：2000年7月場所
- 三段目：2001年7月場所
- 幕下：2005年5月場所
- 十両：2014年7月場所

## 主な成績
- 通算成績：398勝366敗20休（105場所）
- 十両成績：42勝61敗2休（7場所）
- 幕下成績：205勝201敗（58場所）

| | 一月場所 初場所（東京） | 三月場所 春場所（大阪） | 五月場所 夏場所（東京） | 七月場所 名古屋場所（愛知） | 九月場所 秋場所（東京）   | 十一月場所 九州場所（福岡） |
| --- | ----------------------- | ----------------------- | ----------------------- | --------------------------- | ------------------------- | --------------------------- |
| 2000年 （平成12年） | x                       | （前相撲）              | 西序ノ口28枚目 6–1      | 西序二段82枚目 3–4          | 西序二段98枚目 4–3        | 東序二段74枚目 3–4          |
| 2001年 （平成13年） | 東序二段99枚目 6–1      | 西序二段20枚目 3–4      | 東序二段37枚目 5–2      | 西三段目99枚目 3–4          | 東序二段21枚目 5–2        | 西三段目85枚目 3–4          |
| 2002年 （平成14年） | 東序二段6枚目 5–2       | 東三段目72枚目 2–5      | 西序二段3枚目 4–3       | 西三段目85枚目 4–3          | 東三段目72枚目 4–3        | 東三段目56枚目 3–4          |
| 2003年 （平成15年） | 西三段目73枚目 5–2      | 西三段目43枚目 4–3      | 西三段目31枚目 4–3      | 東三段目19枚目 4–3          | 東三段目5枚目 3–4         | 西三段目17枚目 2–4          |
| 2004年 （平成16年） | 東三段目31枚目 5–2      | 西三段目5枚目 1–6       | 東三段目37枚目 2–1–4    | 西三段目59枚目 休場 0–0–7   | 西序二段19枚目 休場 0–0–7 | 西序二段89枚目 6–1          |
| 2005年 （平成17年） | 西序二段10枚目 6–1      | 東三段目49枚目 6–1      | 東幕下59枚目 4–3        | 西幕下48枚目 5–2            | 東幕下33枚目 2–5          | 西幕下45枚目 4–3            |
| 2006年 （平成18年） | 東幕下36枚目 2–5        | 西幕下53枚目 3–4        | 東三段目7枚目 4–3       | 西幕下56枚目 5–2            | 西幕下40枚目 3–4          | 東幕下49枚目 3–4            |
| 2007年 （平成19年） | 西三段目筆頭 2–5        | 東三段目27枚目 5–2      | 東三段目2枚目 4–3       | 東幕下54枚目 1–6            | 西三段目27枚目 6–1        | 西幕下46枚目 3–4            |
| 2008年 （平成20年） | 東幕下54枚目 3–4        | 西三段目6枚目 3–4       | 東三段目17枚目 5–2      | 東幕下56枚目 4–3            | 西幕下45枚目 3–4          | 東幕下56枚目 6–1            |
| 2009年 （平成21年） | 西幕下25枚目 3–4        | 西幕下32枚目 1–6        | 西幕下54枚目 2–5        | 東三段目16枚目 5–2          | 西幕下52枚目 4–3          | 東幕下45枚目 5–2            |
| 2010年 （平成22年） | 西幕下31枚目 3–4        | 西幕下37枚目 2–5        | 西幕下52枚目 3–4        | 東三段目4枚目 5–2           | 東幕下43枚目 4–3          | 西幕下34枚目 4–3            |
| 2011年 （平成23年） | 西幕下28枚目 5–2        | 八百長問題 により中止   | 西幕下19枚目 3–4        | 西幕下19枚目 5–2            | 西幕下8枚目 3–4           | 西幕下10枚目 4–3            |
| 2012年 （平成24年） | 西幕下7枚目 5–2         | 西幕下筆頭 3–4          | 西幕下5枚目 2–5         | 東幕下11枚目 3–4            | 西幕下16枚目 3–4          | 西幕下22枚目 4–3            |
| 2013年 （平成25年） | 東幕下17枚目 4–3        | 東幕下13枚目 3–4        | 西幕下20枚目 5–2        | 東幕下14枚目 5–2            | 西幕下9枚目 3–4           | 東幕下14枚目 5–2            |
| 2014年 （平成26年） | 西幕下7枚目 4–3         | 西幕下4枚目 4–3         | 西幕下筆頭 5–2          | 東十両13枚目 4–11           | 西幕下5枚目 4–3           | 西幕下2枚目 3–4             |
| 2015年 （平成27年） | 東幕下5枚目 4–3         | 東幕下3枚目 5–2         | 東十両14枚目 8–7        | 東十両12枚目 9–6            | 西十両7枚目 7–8           | 東十両8枚目 4–11            |
| 2016年 （平成28年） | 西幕下筆頭 3–4          | 西幕下4枚目 2–5         | 東幕下16枚目 6–1        | 西幕下3枚目 5–2             | 西十両13枚目 6–9          | 東幕下2枚目 4–3             |
| 2017年 （平成29年） | 東十両14枚目 4–9–2      | 東幕下5枚目 3–4         | 西幕下8枚目 2–5         | 西幕下19枚目 1–6            | 東幕下43枚目 引退 3–4–0   | x                           |
| 各欄の数字は、「勝ち-負け-休場」を示す。 優勝 引退 休場 十両 幕下 三賞：敢=敢闘賞、殊=殊勲賞、技=技能賞 その他：★=金星 番付階級：幕内 - 十両 - 幕下 - 三段目 - 序二段 - 序ノ口 幕内序列：横綱 - 大関 - 関脇 - 小結 - 前頭（「#数字」は各位内の序列） |                         |                         |                         |                             |                           |                             |

## 改名歴
- 再田 史也（さいた ふみや） 2000年3月場所 - 2005年1月場所
- 再田 史弥（さいた ふみや） 2005年3月場所 - 2008年1月場所
- 若乃島 史弥（わかのしま ふみや） 2008年3月場所 - 2011年7月場所
- 若乃島 史也（わかのしま ふみや） 2011年9月場所 - 2017年9月場所